# Marcelo Torreblanca Espinoza
Marcelo Torreblanca Espinoza (Ciudad de México, 14 de mayo de 1907- 27 de julio de 1986), fue maestro de educación física, además de danzante, coreógrafo, promotor e investigador de la danza tradicional de México.

## Datos biográficos
Hijo del violinista Nepomuseno Torreblanca, reconocido por ser director de la orquesta Típica Presidencial Torreblanca, y de Camerina Espinosa. Realizó sus estudios de primaria en el colegio Francés de la Perpetua y la preparatoria en el colegio Francés Morelos, al tiempo que estudiaba en la Escuela de Educación Física. En 1922 ingresa a la carrera de medicina en la Universidad, misma que abandonaría para dedicarse a la educación física y la danza. Se casó con la  María Cristina Jacques Rodríguez y es padre del periodista Eduardo Torreblanca Jacques.
Marcelo Torreblanca muere el 27 de julio de 1986, en su casa de la Ciudad de México.

## La danza tradicional
Al terminar los estudios de educación física, es nombrado instructor del equipo deportivo representativo del estado de Oaxaca para el Campeonato Nacional. Posteriormente, aún dentro de la disciplina deportiva, se integra a las misiones culturales promovidas por el secretario de Educación Pública, José Vasconcelos, con las que recorrió, primero como misionero y luego como promotor, varios lugares de la República, capacitando a los profesores y entrando en contacto con las diversas danzas que se realizan en las comunidades.
Desde el inicio mostró una tendencia a la forma tradicional de la danza, en contraposición a la forma escénica de la misma, posición que mantendría hasta el final de su vida.
En 1947 es parte de los maestros fundadores de la Academia de la Danza Mexicana y en 1956 se convierte en director de la Compañía Oficial de Danzas Tradicionales de esta misma institución.
En 1972 forma parte del grupo de investigadores del Fondo Nacional Para el Desarrollo de la Danza Popular Mexicana (FONADAN).  

## Reconocimientos
- Premio Nacional de la Danza 1981 (en conjunto con Amalia Hernandez)[4]

## Legado
- La biblioteca de la Escuela Nacional de Danza Folklórica, en la Ciudad de México, lleva su nombre.
- Desde 1978 se realiza el festival de danzas "Marcelo Torreblanca", en la Escuela Nacional de Danza Folklórica.
- La medalla al mérito dancístico "Marcelo Torreblanca", instituida por parte del Instituto de Investigación y Difusión de la Danza Mexicana A. C.[4]